# Catherine Théot
Catherine Théot (Barenton, 5 marzo 1716 – Parigi, 1º settembre 1794) è stata una sensitiva francese, che si fece soprannominare la Madre di Dio durante gli anni della Rivoluzione.
Considerata un impostore dai suoi contemporanei del XVIII secolo, ebbe rapporti con la duchessa Batilde di Borbone-Orléans e con de Robespierre. Subì l'accusa di cospirazione contro la Repubblica e di aver contribuito alla caduta del leader del Regime del Terrore.

## Biografia
Nata in una famiglia di contadini, fin dalla prima infanzia soffrì di allucinazioni e frequentò un lungo percorso di ascetica religiosa nel convento laico dell'ex monastero cistercense di Boulevard Saint-Germain, acquisito nel 1675 dall'aristocratica parigina Madame de Miramion.
Nel 1779 iniziò a proclamarsi pubblicamente la Vergine Madre di Dio, una nuova Eva per il genere umano. Fu quindi rinchiusa a Salpêtrière, un ricovero per prostitute e malati di mente, dal quale uscì tre anni dopo, nel 1782.
Riguardo agli ultimi dodici anni della sua vita pubblica, è noto che andò a vivere a rue Contrescarpe, dove sostenne di essere la futura madre di un nuovo Messia, facendosi chiamare la Madre di Dio da un gruppo di seguaci del luogo. Catherine Théot affermava che Dio aveva permesso gli avvenimenti del 1789 e che le leggi promulgate durante la Rivoluzione Francese erano state divinamente ispirate, motivo per il quale la disobbedienza alla Convenzione doveva essere equiparata alla disobbedienza a Dio.
La maggior parte dei suoi seguaci era di modesta estrazione sociale, con alcune illustri eccezioni come quella della duchessa Batilde di Borbone-Orléans, che si rivolse a lei per alcuni responsi profetici e finanziò la rivista Journal prophetique. I teotisti misero ai voti la proposta di iniziare Robespierre, che reputavano essere il redentore del genere umano. 

Robespierre fu accusato dagli avversari politici della sua relazione con gli appartenenti della setta. Emerse così all'attenzione delle cronache il cosiddetto "Affare Catherine Théot".
Il 15 giugno 1794 il rivoluzionario Alexis Vadier riferì alla Convenzione Nazionale dell'esistenza di un complotto per deporre la Repubblica, accusando Catherine Théot e i suoi seguaci. Il giorno 9 del mese di Termidoro, Vadier affermò che sotto il materasso da letto della Théot era stata rinvenuta una lettera, nella quale Robespierre era definito "il Giovanni Battista" del nuovo culto. Sebbene dovesse verosimilmente essere un falso appositamente creato, la lettera fu una prova sufficiente per far condannare Robespierre per i suoi rapporti con la Théot e il Culto dell'Essere Supremo, ottenendo l'arresto di alcuni adepti della setta insieme alla loro guida spirituale.
Il caso fu discusso dal Tribunale Rivoluzionario, che decise l'assoluzione e la scarcerazione di tutti gli imputati. Catherine Théot morì in carcere un mese dopo l'esecuzione di Robespierre.